# Салимов, Габиб-бек
Габиб-бек Гаджи Юсиф оглы Салимов (азерб. Həbib bəy Hacı Yusif oğlu Səlimov; 8 февраля 1881 — 15 июля 1920) — военный деятель Российской империи и Азербайджанской Демократической Республики, некоторое время (апрель-июль 1918 года) состоял в РККА, начальник Штаба азербайджанской армии (1920); генерал-майор.

## Биография
Габиб-бек Салимов родился 8 февраля 1881 года в Эривани. Его отец, Гаджи Юсиф был заседателем Эриванского губернского суда. Общее образование Габиб бек получил в Эриванской гимназии, которую закончил с первой степенью.

### Военная служба
12 августа 1900 года поступил вольноопределяющимся на военную службу и в течение года и двух месяцев служил в 156-м Елизаветпольском пехотном полку 39-й пехотной дивизии 1-го Кавказского армейского корпуса.
После окончания Тифлисского пехотного юнкерского училища Габиб бек был направлен для продолжения дальнейшей службы в 3-й Кавказский стрелковый батальон 1-й Кавказской стрелковой бригады (с 1915 года дивизия), 1-го Кавказского армейского корпуса. Службу нёс на границе в районе Джульфы и в отряде в Казвине в Иране, выполнял «секретное задание разведки» в Тегеране.
В 1907—1909 годах Габиб-бек Салимов подпоручик, адъютант 5-го Кавказского стрелкового батальона. 22 сентября 1907 года был удостоен ордена Св. Владимира 4-й степени. В 1909—1910 годы поручик Салимов старший адъютант 2-й Кавказской стрелковой бригады. 9 августа 1912 года он был произведён в штабс-капитаны.
Участник Первой мировой войны. Встретил войну в составе 123-го пехотного Козловского полка 31-й пехотной дивизии 10-го армейского корпуса. В 1914 году Высочайшими приказами «за отличие в делах против неприятеля» штабс-капитан Салимов был удостоен ордена Св. Станислава 3-й степени с мечами и бантом и ордена Св. Анны 3-й степени с мечами и бантом. 
В мае 1917 года подполковник Салимов окончил 3-х месячные подготовительные курсы второй очереди военного времени (средний балл 11,83). 23 марта 1918 года его причислили к Генеральному штабу и приказом по Всероссийскому Главному Штабу № 18 за 27 июня того же года он был переведён в Генеральный штаб. В азербайджанской армии служили 4 выпускника академии, но Салимов был единственным генштабистом, кто прослужил в азербайджанских войсках с 1918 по 1920 год.

#### В рядах армии Азербайджанской Демократической Республики
После завершения обучения в академии подполковник Салимов получил назначение на Кавказский фронт. Был направлен во вновь формируемый Мусульманский (с 26 июня 1918 года Отдельный Азербайджанский корпус) на должность начальника штаба Отдельной кавалерийской бригады. Затем был назначен начальником штаба корпуса. 
В начале июля 1918 года корпус был расформирован и его части вместе с прибывшими 5-й Кавказской и 15-й Чанахгалинской турецкими дивизиями вошли в состав вновь сформированной Кавказской исламской армии Нури-паши. Полковник Салимов был назначен вторым начальником штаба армии. Во время наступления Кавказской Исламской армии на Баку, командовал южной группой войск. 
После занятия Баку турецко-азербайджанскими войска, под непосредственным руководством турецкого командования вновь начал формироваться Отдельный азербайджанский корпус, который пополнили оставшиеся после занятия Баку турецкие части. Салимов был временно командующим корпусом.
15 ноября генерал от артиллерии, товарищ (заместитель) военного министра С. Мехмандаров издал приказ о формировании Главного штаба и Канцелярии военного министра, в котором говорилось:

§ 1. Начальник Штаба Азербайджанского корпуса Генерального штаба полковник Салимов назначается и. о. начальника Главного штаба и начальника Канцелярии военного министра.

§ 2. Предлагаю полковнику Салимову немедленно приступить к формированию Главного штаба и Канцелярии военного министра по утвержденному Советом Министров штату.

28 февраля 1919 года приказом правительства о чинах военных № 4, начальник Главного штаба Азербайджанской Республики Генерального штаба полковник Салимов «за боевые отличия» был произведён в генерал-майоры со старшинством с 1 января 1919 года и с оставлением в списках офицеров Генерального штаба.
В июле 1919 года в Мугань и Ленкорань для подавления восстания был направлен воинский контингент под командованием генерал-майора Габиб бека Салимова, который успешно справляется с заданием. В августе 1919 года командовал азербайджанскими войсками в Нахичевани.
21 сентября Салимов издал приказ об открытии вечерних курсов для изучения военнослужащими азербайджанского языка. 10 декабря приказом военного министра № 568 был назначен начальником Бакинского укреплённого района, «на правах и с содержанием корпусного командира и начальником гарнизона г. Баку».
Приказом военного министра № 108 от 20 февраля 1920 года назначен начальником Главного управления Генерального штаба. 2 марта приказом № 128 Габиб-бек Салимов был назначен начальником Штаба азербайджанской армии, образованного путём объединения Главного штаба и Главного управления Генерального штаба.

##### Карабахское восстание весной 1920 года
В ночь с 22 на 23 марта 1920 года, во время празднования Новруза, армянские вооружённые отряды внезапно напали на азербайджанские гарнизоны в Шуше, Аскеране и Ханкенди, пытаясь застать азербайджанские войска врасплох. Под контроль армянских отрядов перешли крепость Аскеран и окрестные высоты, которые охранялись небольшим караулом и тем самым было прервано сообщение между Шушой и Агдамом. Министр иностранных дел Азербайджана Ф. Хойский 24 марта отправил срочную телеграмму дипломатическому представителю Азербайджана в Армении Т. Макинскому, сообщая:
Ночью 22 марта во всём Карабахе вспыхнуло восстание армян. Одновременно совершены нападения вооружённых армянских сил на наши войсковые части [в] Шуше, Ханкендах, Аскеране, Тертере и др.местах. Нападения пока отбиты, потерь со стороны армян больше. Всюду идут бои, все необходимые меры приняты.
Военное министерство спешно перебросило в Нагорный Карабах войска из Баку, с границы Дагестана и т. д. Сводный отряд для борьбы с дашнаками состоял из 5-го Бакинского, 3-го Ганджинского, 1-го Джеванширского и 4-го Кубинского пехотных полков, роты 7-го Ширванского пехотного полка, 8-го Агдашского полка и Конной дивизии (3 конных полка) при значительным количестве артиллерии. Приказом военного министра генерала от артиллерии Мехмандарова, начальник Штаба армии генерал-майор Салимов был назначен командующим сводным отрядом азербайджанских войск в Карабахе. 
В переданной 27 марта министром внутренних дел М. Векиловым телефонограмме своему заместителю, сообщалось, что штаб отряда во главе с Салимовым прибыл в Агдам. В тот же день генерал-майор Салимов доносил: «Прибыл. Лично рекогносцировал». Он принял решение отбить Аскеран любой ценой.
29 марта азербайджанские иррегулярные (партизанские) отряды и части регулярной армии перешли в атаку, намереваясь овладеть Аскераном. Они оттеснили армянские отряды лишь на две версты, причём противник был выбит из селений Машадали и Казаны, под контроль перешло село Фаррух, но в целом бой окончился неудачей для азербайджанских войск, которые потеряли около 100 человек убитыми и ранеными. Бои вокруг Аскерана продемонстрировали непригодность партизанских отрядов. В беседе по прямому телефону с военным министром Мехмандаровым, генерал Салимов давал следующую оценку:
Бакинцы оказались неустойчивыми в бою, надежды на партизан не оправдались. Поэтому для успешности операции полагал бы необходимым прислать батальон кубинцев или же батальон закатальцев, или же 2 горных орудия, т.к. легкие орудия и гаубицы не везде могут пройти по условиям местности. Партизаны нам обходятся дорого, т.к. пользы приносят мало и тратят массу патронов.
Оценивая боевые действия азербайджанских частей, в одном из его донесений за тот же день говорилось: «войска дерутся великолепно, но их слишком мало в сравнении с противником. Только помощь надёжных, хорошо устроенных партизан может склонить успех в нашу сторону».
Ещё до выступления на Карабахский фронт, шло разложение азербайджанской армии. По уверению командира 5-го Бакинского пехотного полка он на 6 марта насчитывал 1700 человек, но в поход выступил с 1000 человек; 4-й Кубинский пехотный полк вместо 2 батальонов выставил только 375 человек и Мехмандарову пришлось отправить на фронт весь полк, за исключением одной роты, которая была оставлена в Кусарах. В армии царило дезертирство, да и потери она несла большие, которые к 15 апреля стали значительными. В 5-м Бакинском полку осталось 300, в 1-м Джеванширском полку — 1200, в 4-м Кубинском и 8-м Агдашском полках — по 400 человек, в 1-м Татарском конном полку — 380 всадников и т. д.. Надежды на партизан также не оправдались. Салимов 16 апреля доносил: «Операции веду исключительно регулярными частями, ибо о партизанах и помину нет».
Из-за больших потерь встал вопрос о наборе новобранцев. Салимов отдал приказ о призыве в армию лиц, включительно до 30-летнего возраста, а также распорядился предавать дезертиров военно-полевому суду, с расстрелом на виду противника. На протяжении апреля Салимов отправлял временно исполняющему обязанности военного министра генералу от артиллерии А. Шихлинскому донесения, сообщая о положении дел в Карабахе и прося подкреплений. 15 апреля он отправил донесение Шихлинскому, в котором просил «поторопить присылку офицеров и пополнения частей, хотя бы в виде прошедших двух- или трёхнедельных курсов обучения». На следующий день он выразил желание просить «о присылке подкрепления, хотя бы в виде пополнения» для перехода в решительное наступление и сообщал, что ему нечем подкрепить Джебраильский отряд. 
17 апреля Салимов сообщал, что в Шушинском уезде приступили к набору новобранцев и что необходима присылка 500 винтовок. Шихлинский приказал отправить 500 винтовок и 7 пулемётов «Максим», сообщая ему об остром недостатке в боеприпасах (при интернировании белогвардейской Добровольческой армии было получено ничтожное количество) и заявив о том, что надо быть крайне экономным в расходе боеприпасов, особенно горной артиллерии. 19 апреля Салимов доносил временно исполнявшего дела военного министра Шихлинскому:
Я до получения Вашей телеграммы приступил к набору, но это принесёт мало пользы, если части войск не получат укомплектование со своих мест стоянок. Убедительно прошу ускорить присылку просимых мною 700 винтовок, а также высылку укомплектований и учебной команды Бакинского полка. Вопрос офицерский стоит также весьма остро.
Согласно же сообщению дипломатического представителя Армении в Грузии, содержавшееся в его письме от 14 апреля председателю делегации Армении на Закавказской конференции, «азербайджанские войска и банды во главе с бывшим турецким главнокомандующим на Восточном фронте Халилом-пашой и генералом Салимовым, двигаясь по направлению к Зангезуру, предают всё на своём пути огню и мечу».

#### Дальнейшая биография
В мае 1920 года Габиб бек Салимов назначен военным комиссаром Нахичевани. Существует довольно интересный документ, политсводка начальника особого отдела XI Красной армии Бавина о положении в Нахичевани и его районов, где говорится:

Сводка о положении Нахичевани и его районов: сведения вышли из Нахичевани от 10-го с/м, опросные: 

1. Части гарнизона: наш 1-й кавалерийский полк, штаб и один эскадрон в Нахичевани; начальник гарнизона, комендант из кавалерийского полка, фамилия не выяснена; туземные четыре табора от пятисот от шестисот штыков; таборам приданы четыре вьючных горных орудия, две сотни кавалерии постоянного состава милиционный, собирается до 100 сабель... руководство таборами принадлежит генералу азербайджанского мусаватистского правительства, слушателю академии русского генерального штаба Салимову.

19 июля 1920 года был на 14 дней командирован в Тебриз для решения торговых вопросов.
1 сентября 1920 года Габиб бек Салимов был арестован по обвинению в подготовке в Баку мятежа против советского режима.
Габиб бек Салимов был расстрелян 30 декабря 1920 года.

### Комментарии
1. ↑  На документа стоит 1920 год без указания числа и месяца. Авторы сборника «Нагорный Карабах в 1918 — 1923 гг.» дают лишь в квадратных скобках [до 28 апреля], что означает: дата установлена по сопредельным документам и делопроизводственным пометам[29].